# 止め名
止め名、留め名（とめな）

## 落語における止め名
落語界では、一門のみならず同亭号の中の最高位の名跡を「止め名」という。
隠居名への改名を除いて、それ以降他の名を襲名することはない。なお、襲名時の状況や襲名した者の人格などにより異なるが、止め名を襲名した落語家は、同亭号の代表として一門を指導する立場にあるとされている。
江戸落語では桂文治・古今亭志ん生・三笑亭可楽・三遊亭圓生・春風亭柳枝・林家正蔵・柳家小さん・橘家圓蔵、上方落語では桂文枝・笑福亭松鶴・林家染丸などがそれに当たるとされる。

## 大相撲における止め名
大相撲では、二度と使われないことになっている四股名を「止め名」という。
野球の永久欠番のように明文化されているものではないが、再び使われることがないとされる四股名には以下のようなものがある。
現在年寄名跡として使われているもの
出羽ノ海（出羽海）、不知火など。現在の日本相撲協会の規約で、年寄名跡と重なる四股名は認められていない。
昔は年寄名跡を四股名にすることができたため、東関、秀ノ山、阿武松といった四股名が存在し、主に二枚鑑札の力士が襲名した。また大坂相撲との合併前は大坂年寄と同じ四股名の力士（陣幕、小野川など）が存在したが東西合併の時点で現役だった力士は後に改名した。

現役時代の実績によるもの
谷風（二代目）、雷電、梅ヶ谷（初代）、常陸山、太刀山、栃木山、玉錦、双葉山、朝青龍、白鵬など。
谷風や雷電についてはいくつかの逸話もある。『谷風』の名跡に関しては、明治時代には既に止め名となっていたにもかかわらず、駒ヶ嶽や大砲が襲名を打診されていた。『雷電』の名跡に関しては、雷電為右衛門の死後にただ一人名乗った雷電震右衞門がいる。

一代年寄として認められたもの
大鵬、北の湖、千代の富士、貴乃花。
一代年寄として認められるのは、ずば抜けた実績を残した力士であり、それを考えれば現役時代の実績による止め名と同列に考えられる。なお、千代の富士は権利を辞退している。

部屋ゆかりの四股名で、部屋の消滅などによって実質の止め名となっているもの
梅ヶ谷など。ただし『梅ヶ谷』を部屋ゆかりの四股名として抱える雷部屋は2023年に62年振りに再興されたため、相応の実力者が現れた場合は襲名する可能性もある。

忌むべき存在とされているもの
前田山、新海、双津龍、南海龍、双羽黒、貴闘力、若ノ鵬、琴光喜、朝青龍、露鵬、若麒麟、千代白鵬、日馬富士、貴ノ岩、大砂嵐、貴源治、北青鵬など
主に、刑事事件を含む不祥事・素行不良・女性問題・借金問題・師匠や協会との不和、などが原因で現役や年寄を退いた者たちが名乗っていた四股名がこれにあたる。
現在では過去に使われていた四股名を継承することが稀になっており、その力士が初めて名乗る四股名が大幅に増えている。その中にはその力士の出自などの個性を強く反映した四股名もあり、その力士が引退することで再び襲名する力士が二度と現れないような四股名が数多く生じているが、これらの四股名を「止め名」とは呼ばない。
行司の「止め名」について
行司については、立行司の名跡（木村庄之助・式守伊之助）が止め名とも言われるが、これは単に行司として最高位の地位という意味であり、これより上位の名跡が無いため、この名跡が最終襲名となることから便宜的に止め名と称されているだけであって、相応の実績が認められた行司が代々受け継いでおり、二度と使用されない名跡という意味とは異なる。また、廃止された名跡や、ここ数十年～100年以上に亘って襲名者が現れていない名跡を止め名として扱うかどうかは議論がある。

## 歌舞伎における止め名
歌舞伎界では、二度と使われないことになっている名跡を「止め名」という。
1991年に三代目實川延若が逝去した際、延若の名を止め名とすると遺言を残しており、以後延若を襲名した者はない。
坂田藤十郎も、初代があまりに偉大であるため事実上の止め名となっていたが、三代目中村鴈治郎が四代目として襲名した。他に事実上の止め名となっているのは、歌舞伎史上有名過ぎるものとして芳澤あやめ、2代続けて夭折したため止め名となった尾上榮三郎、初代市川團十郎を刺殺した生島半六などが挙げられる。

## 映画における止め名
映画における止め名、またはトメとは、一つの映画作品において名前の表示順で最後に来ることを指し、重要な配役であることを表す。日本映画だけでなく、アメリカ映画や、フランス映画、イタリア映画などのヨーロッパ映画などでも、名前順の最後に重要な配役を表示する事は多くみられる。
クレジットタイトル#クレジット順 を参照。

## 注・出典
1. ↑  上方落語では他に桂文團治、桂春團治、桂米團治なども各一門内において事実上の止め名とされているが、いずれの名跡も元はといえば文枝一門の直系または流派に当たるため「同亭号の中の最高位の名跡」には該当しない。
2. 1 2  “「白鵬」は再使用されない「止め名」に値する　傑出した記録に対する畏敬の念と“不祥事”しこ名を忌避…２つの面で”. 2023年8月10日閲覧。
3. ↑  駒ヶ嶽は襲名条件である横綱昇進を果たせなかったため、大砲は「笑い者になりたくない」と本人が固辞したため、いずれも実現しなかった。
4. ↑  「梅ヶ谷」の四股名は初代の弟子が下の名前も含めて継承している。双葉山は襲名を打診されたが辞退している。ただし、双葉山は雷部屋の所属ではなく、立浪部屋の所属である。初代の実績に鑑みれば「現役時代の実績」としての止め名ともいえる。